# San Bellino
San Bellino là một đô thị ở tỉnh Rovigo ở vùng Veneto của Ý, có khoảng cách khoảng 73 km về phía tây nam của Venezia và khoảng 15 km về phía tây của Rovigo. Tại thời điểm ngày 31 tháng 12 năm 2004, đô thị này có dân số 1.198 người và diện tích là 15,8 km².
Đô thị San Bellino có các frazioni (các đơn vị cấp dưới, chủ yếu là các làng) Borgo di Mezzo, Borgo Due Spade, Borgo Vespara, Ca'moro-Dona, Ca'Peretto, Case Nuove, Passarara, Presciane, và Treponti.
San Bellino giáp các đô thị: Castelguglielmo, Fratta Polesine, Lendinara, Pincara.